# Chlebiczyn Leśny
Chlebiczyn Leśny (ukr. Лісний Хлібичин, ros. Лесной Хлебычин) – wieś na Ukrainie w rejonie kołomyjskim obwodu iwanofrankiwskiego. Liczy 2368 mieszkańców.
Wieś położona w odległości 25 km od Kołomyi. Znajduje się tu przystanek kolejowy Chlebiczyn, położony na linii Lwów – Czerniowce.
Według wspomnień Zviego Schnitzera na początku lipca 1941 ukraińscy nacjonaliści z OUN zamordowali wszystkich żydowskich mieszkańców wsi, to jest 32 osoby.

## Zabytki
- zamek[2]